# Bunocephalus colombianus
Bunocephalus colombianus és una espècie de peix de la família dels aspredínids i de l'ordre dels siluriformes.

## Morfologia
- Els mascles poden assolir 11,5 cm de longitud total.[4][5]

## Hàbitat
És un peix d'aigua dolça i de clima tropical.

## Distribució geogràfica
Es troba a Sud-amèrica: conques dels rius Atrato i Magdalena.